# Elisabeth Kübler

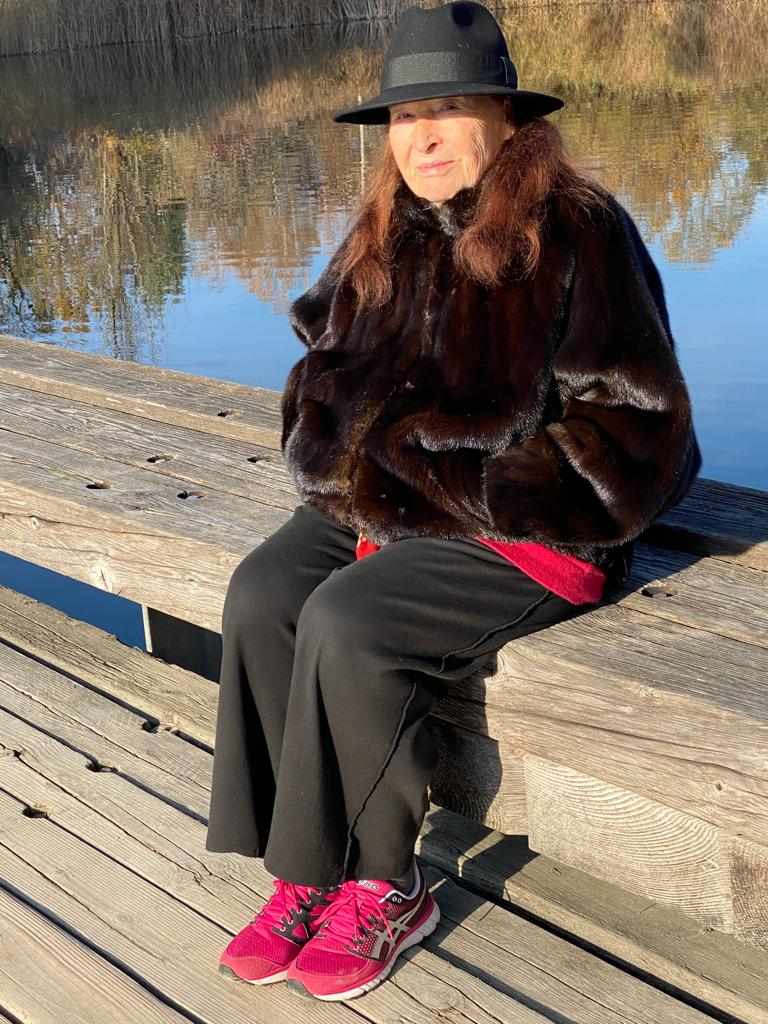
Elisabeth Kübler, Irchelpark Zúrich (marzo de 2022)

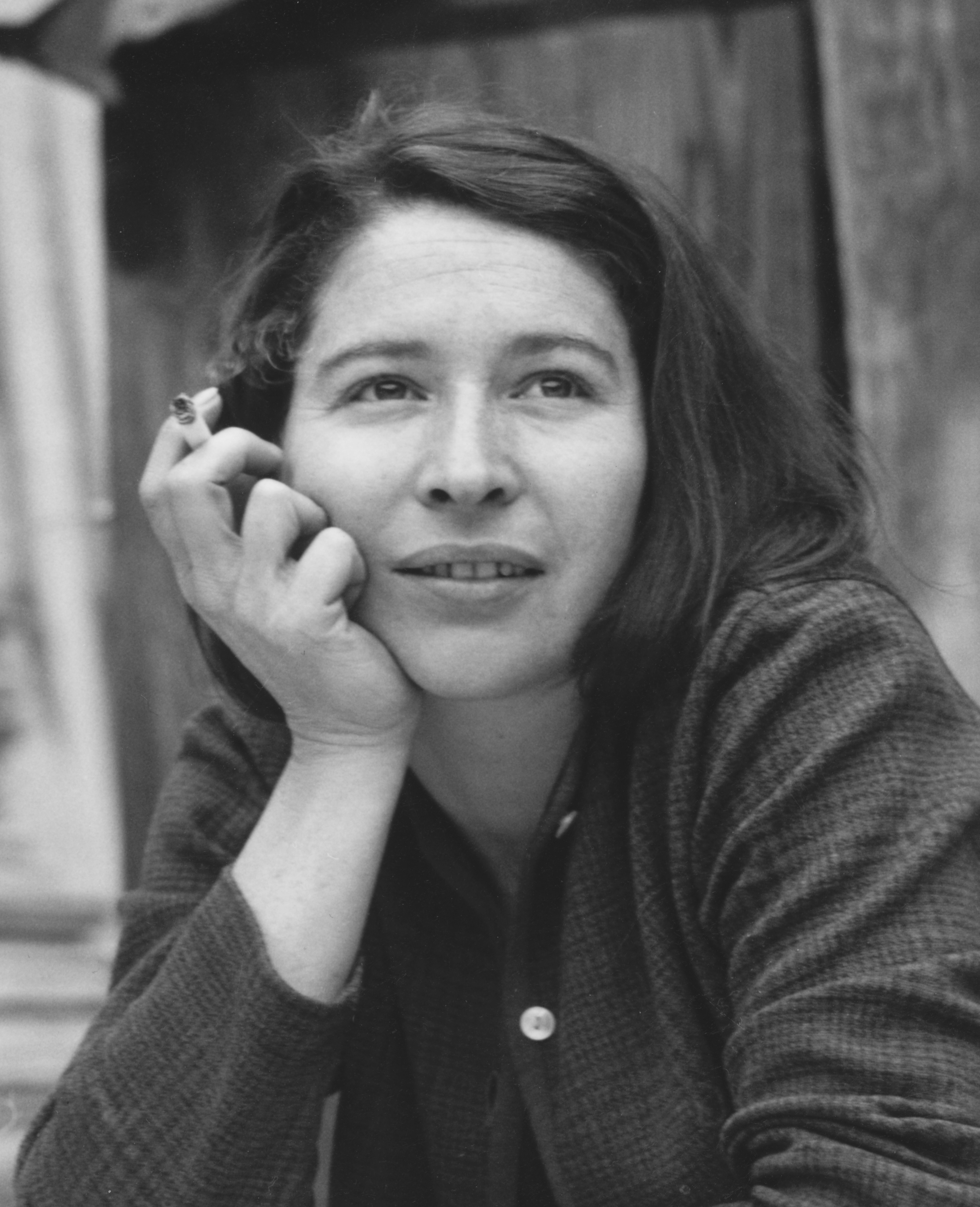
Elisabeth Kübler (1965)

Elisabeth Kübler (-Wenger) (* 4. julio de 1931 en Buchs AG) es una actriz de teatro y galerista suiza.

## Vida y Obra
Elizabeth Kübler (apellido de soltera Wenger) es la hija menor de dos filólogos románicos, Charles Wenger y Trudy Wenger-Meyer. En su primera juventud actuó en el teatro escolar. Después de completar la escuela secundaria en Aarau, se graduó de la escuela de formación de profesores.
La relación con el pantomimo Marcel Marceau fue fundamental para la elección de su formación profesional. Elisabeth Wenger asistió al estudio escénico de Zúrich de 1951 a 1953, y posteriormente recibió invitaciones para actuar en varios teatros en Alemania y en Suiza.
Durante sus años en el Schauspielhaus de Zúrich, conoció a su esposo, Jörn Kübler, jefe de prensa del célebre Circo Knie. Posteriormente viajó con él y el Circo Knie de gira de 1959 a 1969.
De 1969 a 1970, el marchante de arte Aimé Maeght y su esposa Marguerite Maeght les invitaron a poner en marcha una sucursal de la parisina Galerie Maeght en Zúrich. En París vivieron con la bailarina Ursula Vian-Kübler, hermana de Jörn y esposa de Boris Vian. Fueron vecinos y amigos de Jacques Prévert.
En 1975 murió su marido. De 1976 a 1994, Elisabeth Kübler dirigió la galería sola  y fue vicepresidenta de la junta directiva hasta 2010. En la Galerie Maeght Zurich, renombrada como Galerie Lelong en 1987, fue responsable de la gestión del programa y el diseño de los catálogos de las exposiciones. Junto con la galería madre de París, también organizó exposiciones en instituciones de todo el mundo con obras de artistas de renombre internacional representados por la galería, como Alexander Calder, Eduardo Chillida, Joan Miró y Antoni Tàpies.
Tras visitar en el Museo de Arte Moderno de Nueva York en 1982 la retrospectiva de Louise Bourgeois, artista que entonces solo era conocida en Estados Unidos, Elisabeth Kübler consiguió exhibir su obra de forma retrospectiva por primera vez en Zúrich tres años después y contribuir a su fama en Europa.
Elisabeth Kübler vive desde hace 40 años con su pareja Heinz Günter en Zúrich en la casa de Arnold Kübler y en verano en una casa con jardín y estanque en Thurgau. 